# TV7 Lombardia
TV7 Lombardia è stata un'emittente televisiva privata milanese, con sede a Cinisello Balsamo.

## Gestione Romani
L'emittente inizia le sue trasmissioni, diretta da Paolo Romani, nel luglio 1990 con il nome di Lombardia 7 dalla fusione di due storiche emittenti degli anni 1970: Canale 55 Lombardia (poi 55 Lombardia) e Lombardia Tv. In seguito furono acquisite le frequenze di due piccole emittenti locali milanesi: Art Milano e Retemilano Trb.

### Palinsesto
Lombardia 7 mandò in onda per la prima volta in Italia la serie di cartoni animati Dragon Ball. Il programma Diretta Calcio prevedeva collegamenti con gli stadi italiani, condotto in studio dal giornalista Marco Meletti, con ospiti fissi Helenio Herrera e Nils Liedholm. Cesare Bramieri, figlio di Gino, conduceva una Dimensione X, una rubrica di pranoterapia. Le informazioni erano riportate da Tg 7 News.
Ma Lombardia 7 raccoglie successo soprattutto grazie al programma Vizi privati, pubbliche virtù, condotto da Maurizia Paradiso, e collegato alle numerazioni 144 e 166.
Secondo Giancarlo Dotto e Sandro Piccinini, 

## La gestione Ferraris-Gipielle e il fallimento
Nel 1996 Romani vende l'emittente ad una cordata di imprenditori, tra cui Mauro Ferraris, imprenditore pubblicitario bergamasco della Gipielle Italia srl (anch'essa fallita nel 2000). 
Nel 1998 l'emittente cambia denominazione diventando TV7 Lombardia, l'emittente è gestita da Telegestioni W.W.C s.r.l., società dedicata al settore delle televendite, che fu anche editore di TvSet Veneto, Euromixer TeleLupa, Teleonessa di Brescia e Canale 10 di Napoli.
Nel giro di pochi anni Lombardia 7 va in bancarotta. Secondo gli inquirenti, buona parte dei debiti sarebbe dovuta ad un contratto da 500 milioni al mese per tre anni al Gruppo Espansione srl, società editoriale romana; inoltre un giro di fatture false avrebbe permesso di svuotare il patrimonio societario e creare fondi neri per gli inserzionisti pubblicitari, per un totale di 70 miliardi di lire frodati tra il 1997 e il 2001.
Sono indagati per bancarotta 15 soci o amministratori della Gipielle, tra cui Giovanni Alvisini, immobiliarista romano. Poco prima del fallimento, gli amministratori di Lombardia 7 rivendono le frequenze, lasciando vuote le casse dell'emittente.
Nell'ambito di indagini seguite al fallimento dell'emittente (nel 1999) con debiti per oltre 12 miliardi di lire e relativa sparizione della contabilità, ed altre vicissitudini giudiziarie che coinvolgevano altre reti lombarde, è stato interrogato dalla procura di Monza anche Paolo Romani, che ha negato qualsiasi coinvolgimento avendo ceduto l'azienda sana. Al 2003 Romani era indagato "solo per «falso fallimentare»: un reato praticamente abolito dalla nuova legge sul falso in bilancio". Alvini e Ferraris sono invece stati incarcerati nel 2002 con l'accusa di associazione a delinquere e frode fiscale.

## La gestione Ruffoni
Nel 2000 gli amministratori della Gipielle vendono le loro quote di Telegestioni (con le frequenze di Lombardia 7) e Telenord (con Tvset) a Giuseppe Ruffoni, piccolo imprenditore alimentare modenese, che nel giro di un anno riporta in pareggio il bilancio. Anche Ruffoni viene indagato "in concorso" per associazione a delinquere finalizzata all'emissione di fatture false.
Nel 2003 Ruffoni offre alla RAI la cessione delle frequenze di Lombardia7, nell'ambito della costruzione del digitale terrestre. Flavio Cattaneo ha inserito le frequenze di  Telenord tra quelle per le quali ha chiesto al Consiglio di Amministrazione RAI l'autorizzazione a procedere con un accordo quadro di cessione. Ma il consiglio ha respinto la proposta, a causa dell'assetto societario non chiaro delle emittenti e del possibile coinvolgimento di Telenord tra i crediti derivanti dal fallimento Lombardia7.

## Gestione Lagostena Bassi e chiusura
Dal 2006 l'emittente cede le sue frequenze terrestri al gruppo Profit di Raimondo Lagostena Bassi, e fino a maggio 2010 ha trasmesso sul satellite sul canale 885 di Sky per poi cedere le trasmissioni.